# Serie B de Ecuador
La Serie B de Ecuador (denominada con su nombre comercial Liga Ecuabet Serie B y oficialmente Liga Ecuabet Conectada por Xtrim Serie B) es la segunda categoría del sistema de ligas de fútbol de Ecuador, organizada a partir de 2019 por la Liga Profesional de Fútbol del Ecuador. Hasta 2018 fue organizada por la Federación Ecuatoriana de Fútbol.
Llegó a ser profesional de segunda división en 1967, sin embargo, no es hasta 1971 cuando se realiza por primera vez un torneo de la Serie B, ese año se titula campeón el Macará.
Desde su fundación en 1971 el certamen se ha disputado durante 53 años (excluyendo las temporadas suspendidas de 1973 y desde 1983 hasta 1988) y se han otorgado 62 títulos oficiales, 34 en torneos largos y 28 en torneos cortos mejor conocidos como etapas. Los clubes que más campeonatos han conseguido son: Técnico Universitario con 6 seguido de la Liga de Portoviejo y Macará con 5 cada uno. 
El primer torneo lo ganó Macará y que el último fue conquistado por Cuniburo en 2024, siendo este su primer título. Por su parte, Liga de Portoviejo es el equipo que más temporadas disputó en la Serie B con un total de 28. Actualmente está conformada por 12 clubes. Este certamen otorga dos ascensos directos a Serie A, por contraparte los últimos dos equipos que hayan descendido de categoría jugarán la Segunda Categoría.

## Historia
El Congreso Ordinario de la Asociación Ecuatoriana de Fútbol, así se llamaba por entonces, a comienzos de 1971 determinó que jugada la primera etapa del campeonato, en dos grupos de ocho clubes cada uno, que los que ocuparen los puestos del quinto al octavo de ambos octogonales se reúnan en lo que es el nacimiento de la Serie B. De esta manera en la segunda etapa del campeonato 1971 existen por primera vez las series A y B mientras que al mismo tiempo se disputaba la Segunda Categoría (que se inició en 1967).
Esta serie menor tuvo muchas variaciones en sus ascensos, modalidad de campeonato y descensos y además jamás proclamó campeones, simplemente ganadores de etapas, o temporada, o liguilla o de sumatoria total de puntos. En 1973 se suspendió, solo por ese año, la Serie B, dando lugar en la segunda fase del certamen a la conformación de un cuadrangular llamado Grupo B que se jugó, dos veces, más para determinar el descenso que por otra cosa y que ganó el Deportivo Cuenca y escoltado por la Universidad Católica.
En el lapso que abarcan los torneos nacionales de 1983 a 1988 (5 años), existió solo la Serie A y la Segunda Categoría, que abarcaba el ascenso a la Serie A en ese lapso la Serie B no existía. La Serie B retomó sus campeonatos a partir de 1989.
En cuanto a los ascensos estos se dieron de la siguiente manera: Desde la segunda etapa de 1971 hasta 1982 hubo dos ascensos por cada etapa, con excepción de 1973, ver lo anterior, y la primera etapa de 1975 en donde no subió equipo alguno.
De 1989 a 1992 subió solo el ganador de cada etapa.
Desde 1993 hasta 2004 los ascensos se dieron o bien por una mayor acumulación de puntos producto de la sumatoria de las dos etapas jugadas por año o por ganar liguillas jugadas por los mejores de cada etapa pero siempre ascendieron dos elencos.
En 2005 se crearon dos campeonatos: Apertura y Clausura y cambió a ascenso directo del ganador del Apertura de la B al Clausura de la A y del ganador del Clausura B al Apertura A de 2006.
A partir de 2007 los ascensos se dan o bien por una mayor acumulación de puntos producto de la sumatoria de las dos etapas jugadas por año o por ganar liguillas jugadas por los mejores de cada etapa pero siempre ascendieron dos elencos.
En 2007 los ascensos se dieron por una mayor acumulación de puntos producto de la sumatoria de las dos etapas jugadas por año jugadas por los mejores de cada etapa pero siempre ascendieron tres elencos a la Serie A.
En 2008 los ascensos se dieron por una mayor acumulación de puntos producto de la sumatoria de las dos etapas jugadas por año jugadas por los mejores de cada etapa pero siempre ascendieron dos elencos a la Serie A.
En el año 2018 la Liga Profesional de Fútbol aprobó el aumento de equipos de la Serie A de 12 a 16, y en la Serie B una disminución de 12 a 10, para la siguiente temporada. En la Serie A de ese año no habrá descensos y ascenderán 4 equipos de la Serie B. El nuevo formato de la primera división consiste en todos contra todos, de los cuales los 8 mejores equipos en la tabla acumulada clasificarán a un cuadro de eliminación directa para definir el campeón. En la segunda división serán los 4 mejores clubes que disputarán semifinales y final para definir al ganador.

## Sistema de juego
El sistema de juego del Campeonato Nacional Serie B 2025 y su número de participantes fue confirmado por la Federación Ecuatoriana de Fútbol y la LigaPro. Este cambió con respecto a la temporada pasada, como consecuencia del aumento a 12 clubes que fue aprobado por parte de LigaPro el 4 de diciembre de 2023 durante el Consejo de Presidentes y ratificado el 31 de enero de 2025 por parte del Congreso Ordinario de la Federación Ecuatoriana de Fútbol.
El Campeonato Ecuatoriano de Fútbol Serie B 2025, según lo establecido por la LigaPro, es jugado por 12 equipos que se disputan el ascenso en dos fases, una regular o clasificatoria y otra final o de ascenso. En total se juegan 32 fechas que iniciarán en marzo.
La fase regular o clasificatoria se juega bajo la modalidad todos contra todos (22 fechas), al terminar dicha fase los seis primeros equipos avanzan a la fase final por el ascenso, los restantes seis equipos avanzan a la fase final por el descenso; en los dos grupos los equipos conservan los puntos y goles obtenidos en la fase regular.
La fase final de ascenso se juega todos contra todos (10 fechas), al terminar el torneo el primero ubicado será proclamado el campeón, el segundo mejor ubicado será declarado subcampeón, ambos ascenderán a la Serie A de Ecuador de 2026.
La fase final de descenso de igual manera se juega todos contra todos (10 fechas), según lo establecido en un principio por la FEF al terminar el torneo los cuatro peores ubicados descenderán a la Segunda Categoría de Ecuador de 2026, a la espera de confirmar la cantidad de equipos ascendidos del Ascenso Nacional 2025 y ratificar el número de clubes para la Serie B del próximo año.
Los equipos filiales no podrán ser considerados para el ascenso, en caso de ubicarse en cualquier posición que implique el ascenso, su lugar lo tomará el equipo mejor ubicado en la fase final de ascenso.

### Criterios de desempate
El orden de clasificación de los equipos durante la fase regular y la fase final por el ascenso y descenso, de la siguiente manera:
- 1) Mayor cantidad de puntos.
- 2) Mayor diferencia de goles; en caso de igualdad;
- 3) Mayor cantidad de goles a favor; en caso de igualdad;
- 4) Mayor cantidad de goles convertidos en condición de visitante; en caso de igualdad;
- 5) Mejor performance en los partidos que se enfrentaron entre sí; en caso de igualdad;
- 6) Sorteo público.

## Equipos participantes

### Temporada 2025
| Equipo                | Ciudad     | Entrenador          | Estadio                      | Capacidad |
| --------------------- | ---------- | ------------------- | ---------------------------- | --------- |
| 22 de Julio           | Esmeraldas | Jairo Estacio       | Folke Anderson               | 14 000    |
| 9 de Octubre          | La Troncal | Walter Aristizábal  | Municipal de La Troncal      | 4000      |
| Atlético Vinotinto    | Quito      | Jacob Boada         | Olímpico Atahualpa           | 38 258    |
| Chacaritas            | Pelileo    | Álvaro Carcelén     | Crnl. José Silva Romo        | 8000      |
| Cumbayá               | Cayambe    | Daniel Néculman     | Olímpico Guillermo Albornoz  | 12 000    |
| Gualaceo              | Gualaceo   | Cipriano Valentím   | Gerardo León Pozo            | 2791      |
| Guayaquil City        | Guayaquil  | Pool Gavilánez      | Christian Benítez Betancourt | 10 152    |
| Imbabura              | Ibarra     | Luis Espinel        | Olímpico de Ibarra           | 17 300    |
| Independiente Juniors | Sangolquí  | Erly Salcedo (int.) | Chubb Arena                  | 1000      |
| Leones                | Atuntaqui  | Juan Zubeldía       | Olímpico de Ibarra           | 17 300    |
| San Antonio           | Ibarra     | Álex Vinueza        | Olímpico de Ibarra           | 17 300    |
| Vargas Torres         | Esmeraldas | Juan Manuel Llop    | Folke Anderson               | 14 000    |

### Estadísticas de los equipos
| Equipo                | Primera participación en la Serie B | Último ascenso a la Serie A | Último descenso de la Serie A | Último descenso a la Segunda Categoría | Temporadas consecutivas | Títulos | 2024                    |
| --------------------- | ----------------------------------- | --------------------------- | ----------------------------- | -------------------------------------- | ----------------------- | ------- | ----------------------- |
| 22 de Julio           | 2025                                |                             |                               |                                        | 1                       | 0       | 1.° (Segunda Categoría) |
| 9 de Octubre          | 1971                                | 2020                        | 2022                          | 1997                                   | 3                       | 1       | 5.°                     |
| Atlético Vinotinto    | 2025                                |                             |                               |                                        | 1                       | 0       | 2.° (Segunda Categoría) |
| Chacaritas            | 2020                                |                             |                               |                                        | 6                       | 0       | 10.°                    |
| Cumbayá               | 2021                                | 2021                        | 2024                          |                                        | 1                       | 1       | 16.° (Serie A)          |
| Gualaceo              | 2015                                | 2021                        | 2023                          |                                        | 2                       | 0       | 6.°                     |
| Guayaquil City        | 2010                                | 2014                        | 2023                          |                                        | 1                       | 0       | 3.°                     |
| Imbabura              | 1996                                | 2023                        | 2024                          | 2017                                   | 1                       | 1       | 15.° (Serie A)          |
| Independiente Juniors | 2019                                |                             |                               |                                        | 7                       | 0       | 4.°                     |
| Leones                | 2024                                |                             |                               |                                        | 2                       | 0       | 8.°                     |
| San Antonio           | 2024                                |                             |                               |                                        | 2                       | 0       | 7.°                     |
| Vargas Torres         | 2023                                |                             |                               |                                        | 3                       | 0       | 9.°                     |

## Historial
| Temporada | Campeón                                                                                      | Subcampeón                                                                                   | Tercero                                                                                      | Cuarto                                                                                       |
| --------- | -------------------------------------------------------------------------------------------- | -------------------------------------------------------------------------------------------- | -------------------------------------------------------------------------------------------- | -------------------------------------------------------------------------------------------- |
| 1971      | Macará (1)                                                                                   | Olmedo (1)                                                                                   | 9 de Octubre (1)                                                                             | Deportivo Quito (1)                                                                          |
| 1972-E1   | Liga de Portoviejo (1)                                                                       | Deportivo Quito (1)                                                                          | Deportivo Cuenca (1)                                                                         | Guayaquil Sport (1)                                                                          |
| 1972-E2   | Deportivo Cuenca (1)                                                                         | Universidad Católica (1)                                                                     | 9 de Octubre (2)                                                                             | Guayaquil Sport (2)                                                                          |
| 1973      | No se disputó el Campeonato de Serie B debido a que se unificó con el Campeonato de Serie A. | No se disputó el Campeonato de Serie B debido a que se unificó con el Campeonato de Serie A. | No se disputó el Campeonato de Serie B debido a que se unificó con el Campeonato de Serie A. | No se disputó el Campeonato de Serie B debido a que se unificó con el Campeonato de Serie A. |
| 1974-E1   | Liga de Quito (1)                                                                            | América de Quito (1)                                                                         | 8 de Octubre (3)                                                                             | Aucas (1)                                                                                    |
| 1974-E2   | Aucas (1)                                                                                    | Deportivo Quito (2)                                                                          | 9 de Octubre (4)                                                                             | Carmen Mora (1)                                                                              |
| 1975      | Audaz Octubrino (1)                                                                          | 9 de Octubre (1)                                                                             | Técnico Universitario (1)                                                                    | Manta Sport (1)                                                                              |
| 1976-E1   | Carmen Mora (1)                                                                              | Deportivo Quito (3)                                                                          | U. D. Valdez (1)                                                                             | Liga de Cuenca (1)                                                                           |
| 1976-E2   | Liga de Portoviejo (2)                                                                       | América de Quito (2)                                                                         | Técnico Universitario (2)                                                                    | U. D. Valdez (1)                                                                             |
| 1977-E1   | Liga de Cuenca (1)                                                                           | Manta Sport (1)                                                                              | U. D. Valdez (2)                                                                             | Deportivo Quito (2)                                                                          |
| 1977-E2   | Técnico Universitario (1)                                                                    | Deportivo Quito (4)                                                                          | Aucas (1)                                                                                    | U. D. Valdez (2)                                                                             |
| 1978-E1   | Bonita Banana (1)                                                                            | U. D. Valdez (1)                                                                             | América de Quito (1)                                                                         | Everest (1)                                                                                  |
| 1978-E2   | América de Quito (1)                                                                         | Liga de Quito (1)                                                                            | Liga de Cuenca (1)                                                                           | Audaz Octubrino (1)                                                                          |
| 1979-E1   | Manta Sport (1)                                                                              | Aucas (1)                                                                                    | Liga de Cuenca (2)                                                                           | Liga de Portoviejo (1)                                                                       |
| 1979-E2   | El Nacional (1)                                                                              | Everest (1)                                                                                  | Liga de Portoviejo (1)                                                                       | Deportivo Quevedo (1)                                                                        |
| 1980-E1   | Deportivo Quito (1)                                                                          | Liga de Cuenca (1)                                                                           | Aucas (2)                                                                                    | 9 de Octubre (1)                                                                             |
| 1980-E2   | Liga de Portoviejo (3)                                                                       | Deportivo Cuenca (1)                                                                         | Macará (1)                                                                                   | 9 de Octubre (2)                                                                             |
| 1981-E1   | Emelec (1)                                                                                   | 9 de Octubre (2)                                                                             | Aucas (3)                                                                                    | Audaz Octubrino (2)                                                                          |
| 1981-E2   | Técnico Universitario (2)                                                                    | Liga de Portoviejo (1)                                                                       | Bonita Banana (1)                                                                            | Audaz Octubrino (3)                                                                          |
| 1982-E1   | Deportivo Quevedo (1)                                                                        | Aucas (2)                                                                                    | Audaz Octubrino (1)                                                                          | Manta Sport (1)                                                                              |
| 1982-E2   | Manta Sport (2)                                                                              | América de Quito (3)                                                                         | Macará (2)                                                                                   | Deportivo Cuenca (1)                                                                         |
| 1983      | No se disputó el Campeonato de Serie B debido a que se unificó con el Campeonato de Serie A. | No se disputó el Campeonato de Serie B debido a que se unificó con el Campeonato de Serie A. | No se disputó el Campeonato de Serie B debido a que se unificó con el Campeonato de Serie A. | No se disputó el Campeonato de Serie B debido a que se unificó con el Campeonato de Serie A. |
| 1984      | No se disputó el Campeonato de Serie B debido a que se unificó con el Campeonato de Serie A. | No se disputó el Campeonato de Serie B debido a que se unificó con el Campeonato de Serie A. | No se disputó el Campeonato de Serie B debido a que se unificó con el Campeonato de Serie A. | No se disputó el Campeonato de Serie B debido a que se unificó con el Campeonato de Serie A. |
| 1985      | No se disputó el Campeonato de Serie B debido a que se unificó con el Campeonato de Serie A. | No se disputó el Campeonato de Serie B debido a que se unificó con el Campeonato de Serie A. | No se disputó el Campeonato de Serie B debido a que se unificó con el Campeonato de Serie A. | No se disputó el Campeonato de Serie B debido a que se unificó con el Campeonato de Serie A. |
| 1986      | No se disputó el Campeonato de Serie B debido a que se unificó con el Campeonato de Serie A. | No se disputó el Campeonato de Serie B debido a que se unificó con el Campeonato de Serie A. | No se disputó el Campeonato de Serie B debido a que se unificó con el Campeonato de Serie A. | No se disputó el Campeonato de Serie B debido a que se unificó con el Campeonato de Serie A. |
| 1987      | No se disputó el Campeonato de Serie B debido a que se unificó con el Campeonato de Serie A. | No se disputó el Campeonato de Serie B debido a que se unificó con el Campeonato de Serie A. | No se disputó el Campeonato de Serie B debido a que se unificó con el Campeonato de Serie A. | No se disputó el Campeonato de Serie B debido a que se unificó con el Campeonato de Serie A. |
| 1988      | No se disputó el Campeonato de Serie B debido a que se unificó con el Campeonato de Serie A. | No se disputó el Campeonato de Serie B debido a que se unificó con el Campeonato de Serie A. | No se disputó el Campeonato de Serie B debido a que se unificó con el Campeonato de Serie A. | No se disputó el Campeonato de Serie B debido a que se unificó con el Campeonato de Serie A. |
| 1989-E1   | Delfín (1)                                                                                   | Universidad Católica (2)                                                                     | Juventus (1)                                                                                 | Esmeraldas Petrolero (1)                                                                     |
| 1989-E2   | Juventus (1)                                                                                 | River Plate de Riobamba (1)                                                                  | Universidad Católica (1)                                                                     | Deportivo Quevedo (2)                                                                        |
| 1990-E1   | Universidad Católica (1)                                                                     | Liga de Portoviejo (2)                                                                       | Audaz Octubrino (2)                                                                          | River Plate de Riobamba (1)                                                                  |
| 1990-E2   | Juvenil (1)                                                                                  | Liga de Loja (1)                                                                             | Calvi (1)                                                                                    | Liga de Portoviejo (2)                                                                       |
| 1991-E1   | Green Cross (1)                                                                              | Liga de Portoviejo (3)                                                                       | Liga de Loja (1)                                                                             | Espoli (1)                                                                                   |
| 1991-E2   | Aucas (2)                                                                                    | Espoli (1)                                                                                   | Calvi (2)                                                                                    | Liga de Portoviejo (3)                                                                       |
| 1992-E1   | Liga de Portoviejo (4)                                                                       | Espoli (2)                                                                                   | Calvi (3)                                                                                    | Liga de Loja (1)                                                                             |
| 1992-E2   | Santos (1)                                                                                   | Calvi (1)                                                                                    | Liga de Loja (2)                                                                             | Espoli (2)                                                                                   |
| 1993      | Espoli (1)                                                                                   | Liga de Portoviejo (4)                                                                       | Liga de Loja (3)                                                                             | Calvi (1)                                                                                    |
| 1994      | Olmedo (1)                                                                                   | 9 de Octubre (3)                                                                             | Liga de Loja (4)                                                                             | Técnico Universitario (1)                                                                    |
| 1995      | Deportivo Cuenca (2)                                                                         | Técnico Universitario (1)                                                                    | Liga de Loja (5)                                                                             | Panamá (1)                                                                                   |
| 1996      | Deportivo Quevedo (2)                                                                        | Calvi (2)                                                                                    | Delfín (1)                                                                                   | Panamá (2)                                                                                   |
| 1997      | Panamá (1)                                                                                   | Delfín (1)                                                                                   | Macará (3)                                                                                   | Santa Rita (1)                                                                               |
| 1998      | Macará (2)                                                                                   | Audaz Octubrino (1)                                                                          | Deportivo Quinindé (1)                                                                       | Liga de Portoviejo (4)                                                                       |
| 1999      | Técnico Universitario (3)                                                                    | Liga de Portoviejo (5)                                                                       | Universidad Católica (2)                                                                     | Deportivo Quevedo (3)                                                                        |
| 2000      | Liga de Portoviejo (5)                                                                       | Delfín (2)                                                                                   | Audaz Octubrino (3)                                                                          | Deportivo Quevedo (4)                                                                        |
| 2001      | Liga de Quito (2)                                                                            | Deportivo Cuenca (2)                                                                         | Deportivo Saquisilí (1)                                                                      | Técnico Universitario (2)                                                                    |
| 2002      | Técnico Universitario (4)                                                                    | Manta (1)                                                                                    | Universidad Católica (3)                                                                     | Esmeraldas Petrolero (2)                                                                     |
| 2003      | Olmedo (2)                                                                                   | Macará (1)                                                                                   | Deportivo Saquisilí (2)                                                                      | Universidad Católica (1)                                                                     |
| 2004      | Deportivo Quevedo (3)                                                                        | Liga de Loja (2)                                                                             | Técnico Universitario (3)                                                                    | Liga de Portoviejo (5)                                                                       |
| 2005-A    | Espoli (2)                                                                                   | Manta (2)                                                                                    | Liga de Portoviejo (2)                                                                       | Técnico Universitario (3)                                                                    |
| 2005-C    | Macará (3)                                                                                   | Universidad Católica (3)                                                                     | Manta (1)                                                                                    | Técnico Universitario (4)                                                                    |
| 2006-E1   | Deportivo Azogues (1)                                                                        | Universidad Católica (4)                                                                     | Manta (2)                                                                                    | Técnico Universitario (5)                                                                    |
| 2006-E2   | Imbabura (1)                                                                                 | Universidad Católica (5)                                                                     | Técnico Universitario (4)                                                                    | Liga de Loja (2)                                                                             |
| 2007      | Universidad Católica (2)                                                                     | Espoli (3)                                                                                   | Técnico Universitario (5)                                                                    | Aucas (2)                                                                                    |
| 2008      | Manta (1)                                                                                    | Liga de Portoviejo (6)                                                                       | Grecia (1)                                                                                   | Liga de Loja (3)                                                                             |
| 2009      | Independiente José Terán (1)                                                                 | Universidad Católica (6)                                                                     | Grecia (2)                                                                                   | Imbabura (1)                                                                                 |
| 2010      | Liga de Loja (1)                                                                             | Imbabura (1)                                                                                 | River Ecuador (1)                                                                            | Rocafuerte (1)                                                                               |
| 2011      | Técnico Universitario (5)                                                                    | Macará (2)                                                                                   | Universidad Católica (4)                                                                     | River Ecuador (1)                                                                            |
| 2012      | Universidad Católica (3)                                                                     | Deportivo Quevedo (1)                                                                        | River Ecuador (2)                                                                            | Espoli (3)                                                                                   |
| 2013      | Olmedo (3)                                                                                   | Mushuc Runa (1)                                                                              | Imbabura (1)                                                                                 | Aucas (3)                                                                                    |
| 2014      | Aucas (3)                                                                                    | River Ecuador (1)                                                                            | Técnico Universitario (6)                                                                    | Liga de Portoviejo (6)                                                                       |
| 2015      | Delfín (2)                                                                                   | Fuerza Amarilla (1)                                                                          | Olmedo (1)                                                                                   | Manta (1)                                                                                    |
| 2016      | Macará (4)                                                                                   | Clan Juvenil (1)                                                                             | Gualaceo (1)                                                                                 | Técnico Universitario (6)                                                                    |
| 2017      | Técnico Universitario (6)                                                                    | Aucas (3)                                                                                    | Santa Rita (1)                                                                               | Olmedo (1)                                                                                   |
| 2018      | Mushuc Runa (1)                                                                              | América de Quito (4)                                                                         | Fuerza Amarilla (1)                                                                          | Olmedo (2)                                                                                   |
| 2019      | Orense (1)                                                                                   | Liga de Portoviejo (7)                                                                       | Independiente Juniors (1)                                                                    | Manta (2)                                                                                    |
| 2020      | 9 de Octubre (1)                                                                             | Manta (3)                                                                                    | América de Quito (2)                                                                         | Atlético Porteño (1)                                                                         |
| 2021      | Cumbayá (1)                                                                                  | Gualaceo (1)                                                                                 | El Nacional (1)                                                                              | Chacaritas (1)                                                                               |
| 2022      | El Nacional (2)                                                                              | Independiente Juniors (1)                                                                    | Libertad (1)                                                                                 | América de Quito (1)                                                                         |
| 2023      | Macará (5)                                                                                   | Imbabura (2)                                                                                 | Cuniburo (1)                                                                                 | Manta (3)                                                                                    |
| 2024      | Cuniburo (1)                                                                                 | Manta (4)                                                                                    | Guayaquil City (1)                                                                           | Independiente Juniors (1)                                                                    |
| 2025      | Por definir                                                                                  | Por definir                                                                                  | Por definir                                                                                  | Por definir                                                                                  |

## Palmarés
| Equipo                    | 1.º | 2.º | 3.º | 4.º | Temporadas campeón                        | Temporadas subcampeón                              | Temporadas tercer lugar                   | Temporadas cuarto lugar                      |
| ------------------------- | --- | --- | --- | --- | ----------------------------------------- | -------------------------------------------------- | ----------------------------------------- | -------------------------------------------- |
| Técnico Universitario     | 6   | 1   | 6   | 6   | 1977-E2, 1981-E2, 1999, 2002, 2011, 2017. | 1995.                                              | 1975, 1976-E2, 2004, 2006-E2, 2007, 2014. | 1994, 2001, 2005-A, 2005-C, 2006-E1, 2016.   |
| Liga de Portoviejo        | 5   | 7   | 2   | 6   | 1972-E1, 1976-E2, 1980-E2, 1992-E1, 2000. | 1981-E2, 1990-E1, 1991-E1, 1993, 1999, 2008, 2019. | 1979-E2, 2005-A.                          | 1979-E1, 1990-E2, 1991-E2, 1998, 2004, 2014. |
| Macará                    | 5   | 2   | 3   |     | 1971, 1998, 2005-C, 2016, 2023.           | 2003, 2011.                                        | 1980-E2, 1982-E2, 1997.                   |                                              |
| Universidad Católica      | 3   | 6   | 4   | 1   | 1990-E1, 2007, 2012.                      | 1972-E2, 1989-E1, 2005-C, 2006-E1, 2006-E2, 2009.  | 1989-E2, 1999, 2002, 2011.                | 2003.                                        |
| Aucas                     | 3   | 3   | 3   | 3   | 1974-E2, 1991-E2, 2014.                   | 1979-E1, 1982-E1, 2017.                            | 1977-E2, 1980-E1, 1981-E1.                | 1974-E1, 2007, 2013.                         |
| Olmedo                    | 3   | 1   | 1   | 2   | 1994, 2003, 2013.                         | 1971.                                              | 2015.                                     | 2017, 2018.                                  |
| Deportivo Quevedo         | 3   | 1   |     | 4   | 1982-E1, 1996, 2004.                      | 2012.                                              |                                           | 1979-E2, 1989-E2, 1999, 2000.                |
| Espoli                    | 2   | 3   |     | 3   | 1993, 2005-A.                             | 1991-E2, 1992-E1, 2007.                            |                                           | 1991-E1, 1992-E2, 2012.                      |
| Deportivo Cuenca          | 2   | 2   | 1   | 1   | 1972-E2, 1995.                            | 1980-E2, 2001.                                     | 1972-E1.                                  | 1982-E2.                                     |
| Delfín                    | 2   | 2   | 1   |     | 1989-E1, 2015.                            | 1997, 2000.                                        | 1996.                                     |                                              |
| Manta Sport +             | 2   | 1   |     | 2   | 1979-E1, 1982-E2.                         | 1977-E1.                                           |                                           | 1975, 1982-E1.                               |
| Liga de Quito             | 2   | 1   |     |     | 1974-E1, 2001.                            | 1978-E2.                                           |                                           |                                              |
| El Nacional               | 2   |     | 1   |     | 1979-E2, 2022.                            |                                                    | 2021.                                     |                                              |
| Manta                     | 1   | 4   | 2   | 3   | 2008.                                     | 2002, 2005-A, 2020, 2024.                          | 2005-C, 2006-E1.                          | 2015, 2019, 2023.                            |
| América de Quito          | 1   | 4   | 2   | 1   | 1978-E2.                                  | 1974-E1, 1976-E2, 1982-E2, 2018.                   | 1978-E1, 2020.                            | 2022.                                        |
| Deportivo Quito           | 1   | 4   |     | 2   | 1980-E1.                                  | 1972-E1, 1974-E2, 1976-E1, 1977-E2.                |                                           | 1971, 1977-E1.                               |
| 9 de Octubre              | 1   | 3   | 4   | 2   | 2020.                                     | 1975, 1981-E1, 1994.                               | 1971, 1972-E2, 1974-E1, 1974-E2.          | 1980-E1, 1980-E2.                            |
| Liga de Loja              | 1   | 2   | 5   | 3   | 2010.                                     | 1990-E2, 2004.                                     | 1991-E1, 1992-E2, 1993, 1994, 1995.       | 1992-E1, 2006-E2, 2008.                      |
| Imbabura                  | 1   | 2   | 1   | 1   | 2006-E2.                                  | 2010, 2023.                                        | 2013.                                     | 2009.                                        |
| Audaz Octubrino           | 1   | 1   | 3   | 3   | 1975.                                     | 1998.                                              | 1982-E1, 1990-E1, 2000.                   | 1978-E2, 1981-E1, 1981-E2.                   |
| Liga de Cuenca            | 1   | 1   | 2   | 1   | 1977-E1.                                  | 1980-E1.                                           | 1978-E2, 1979-E1.                         | 1976-E1.                                     |
| Mushuc Runa               | 1   | 1   |     |     | 2018.                                     | 2013.                                              |                                           |                                              |
| Bonita Banana             | 1   |     | 1   |     | 1978-E1.                                  |                                                    | 1981-E2.                                  |                                              |
| Cuniburo                  | 1   |     | 1   |     | 2024.                                     |                                                    | 2023.                                     |                                              |
| Juventus                  | 1   |     | 1   |     | 1989-E2.                                  |                                                    | 1989-E1.                                  |                                              |
| Panamá                    | 1   |     |     | 2   | 1997.                                     |                                                    |                                           | 1995, 1996.                                  |
| Carmen Mora +             | 1   |     |     | 1   | 1976-E1.                                  |                                                    |                                           | 1974-E2.                                     |
| Cumbayá                   | 1   |     |     |     | 2021.                                     |                                                    |                                           |                                              |
| Deportivo Azogues +       | 1   |     |     |     | 2006-E1.                                  |                                                    |                                           |                                              |
| Emelec                    | 1   |     |     |     | 1981-E1.                                  |                                                    |                                           |                                              |
| Green Cross               | 1   |     |     |     | 1991-E1.                                  |                                                    |                                           |                                              |
| Independiente José Terán  | 1   |     |     |     | 2009.                                     |                                                    |                                           |                                              |
| Juvenil                   | 1   |     |     |     | 1990-E2.                                  |                                                    |                                           |                                              |
| Orense                    | 1   |     |     |     | 2019.                                     |                                                    |                                           |                                              |
| Santos                    | 1   |     |     |     | 1992-E2.                                  |                                                    |                                           |                                              |
| Calvi                     |     | 2   | 3   | 1   |                                           | 1992-E2, 1996.                                     | 1990-E2, 1991-E2, 1992-E1.                | 1993.                                        |
| U. D. Valdez +            |     | 1   | 2   | 2   |                                           | 1978-E1.                                           | 1976-E1, 1977-E1.                         | 1976-E2, 1977-E2.                            |
| River Ecuador +           |     | 1   | 2   | 1   |                                           | 2014.                                              | 2010, 2012.                               | 2011.                                        |
| Independiente Juniors     |     | 1   | 1   | 1   |                                           | 2022.                                              | 2019.                                     | 2024.                                        |
| Fuerza Amarilla +         |     | 1   | 1   |     |                                           | 2015.                                              | 2018.                                     |                                              |
| Gualaceo                  |     | 1   | 1   |     |                                           | 2021.                                              | 2016.                                     |                                              |
| Everest                   |     | 1   |     | 1   |                                           | 1979-E2.                                           |                                           | 1978-E1.                                     |
| River Plate de Riobamba + |     | 1   |     | 1   |                                           | 1989-E2.                                           |                                           | 1990-E1.                                     |
| Clan Juvenil              |     | 1   |     |     |                                           | 2016.                                              |                                           |                                              |
| Deportivo Saquisilí       |     |     | 2   |     |                                           |                                                    | 2001, 2003.                               |                                              |
| Grecia                    |     |     | 2   |     |                                           |                                                    | 2008, 2009.                               |                                              |
| Santa Rita                |     |     | 1   | 1   |                                           |                                                    | 2017.                                     | 1997.                                        |
| Deportivo Quinindé +      |     |     | 1   |     |                                           |                                                    | 1998.                                     |                                              |
| Guayaquil City            |     |     | 1   |     |                                           |                                                    | 2024.                                     |                                              |
| Libertad                  |     |     | 1   |     |                                           |                                                    | 2022.                                     |                                              |
| Esmeraldas Petrolero      |     |     |     | 2   |                                           |                                                    |                                           | 1989-E1, 2002.                               |
| Guayaquil Sport +         |     |     |     | 2   |                                           |                                                    |                                           | 1972-E1, 1972-E2.                            |
| Atlético Porteño          |     |     |     | 1   |                                           |                                                    |                                           | 2020.                                        |
| Chacaritas                |     |     |     | 1   |                                           |                                                    |                                           | 2021.                                        |
| Rocafuerte                |     |     |     | 1   |                                           |                                                    |                                           | 2010.                                        |

- + Equipo desaparecido.

### Estadísticas por provincia
| Provincia   |    | Títulos |    | Subtítulos |    | Terceras Posiciones                                                                  |    | Cuartas Posiciones |
| ----------- | -- | --- | -- | --- | -- | ------------------------------------------------------------------------------------ | -- | --- |
| Pichincha   | 17 | Universidad Católica (3) Aucas (3) Espoli (2) El Nacional (2) Liga de Quito (2) América de Quito (1) Deportivo Quito (1) Independiente del Valle (1) Cumbayá (1) Cuniburo (1) | 23 | Universidad Católica (6) América de Quito (4) Deportivo Quito (4) Aucas (3) Espoli (3) Liga de Quito (1) Clan Juvenil (1) Independiente Juniors (1) | 11 | Universidad Católica (4) Aucas (3) América de Quito (2) El Nacional (1) Cuniburo (1) | 11 | Aucas (3) Espoli (3) Deportivo Quito (2) América de Quito (1) Independiente Juniors (1) Universidad Católica (1)        |
| Tungurahua  | 12 | Técnico Universitario (6) Macará (5) Mushuc Runa (1) | 4  | Macará (2) Técnico Universitario (1) Mushuc Runa (1)                                                                                                | 9  | Técnico Universitario (6) Macará (3)                                                 | 7  | Técnico Universitario (6) Chacaritas (1)                                                                                |
| Manabí      | 11 | Liga de Portoviejo (5) Manta Sport (2) Delfín (2) Manta (1) Green Cross (1)                                                                                                   | 14 | Liga de Portoviejo (7) Manta (4) Delfín (2) Manta Sport (1)                                                                                         | 7  | Grecia (2) Liga de Portoviejo (2) Manta (2) Delfín (1)                               | 11 | Liga de Portoviejo (6) Manta (3) Manta Sport (2)                                                                        |
| El Oro      | 5  | Bonita Banana (1) Carmen Mora (1) Audaz Octubrino (1) Santos (1) Orense (1)                                                                                                   | 2  | Audaz Octubrino (1) Fuerza Amarilla (1) | 5  | Audaz Octubrino (3) Bonita Banana (1) Fuerza Amarilla (1)                            | 4  | Audaz Octubrino (3) Carmen Mora (1)                                                                                     |
| Guayas      | 3  | Emelec (1) Panamá (1) 9 de Octubre (1) | 8  | 9 de Octubre (3) Calvi (2) Everest (1) River Ecuador (1) U. D. Valdez (1)                                                                           | 12 | 9 de Octubre (4) Calvi (3) River Ecuador (2) U. D. Valdez (2) Guayaquil City (1)     | 12 | Guayaquil Sport (2) 9 de Octubre (2) Panamá (2) U. D. Valdez (2) Calvi (1) Everest (1) River Ecuador (1) Rocafuerte (1) |
| Azuay       | 3  | Deportivo Cuenca (2) Liga de Cuenca (1) | 4  | Deportivo Cuenca (2) Liga de Cuenca (1) Gualaceo (1)                                                                                                | 4  | Liga de Cuenca (2) Deportivo Cuenca (1) Gualaceo (1)                                 | 2  | Deportivo Cuenca (1) Liga de Cuenca (1)                                                                                 |
| Chimborazo  | 3  | Olmedo (3) | 2  | Olmedo (1) River Plate de Riobamba (1) | 1  | Olmedo (1)                                                                           | 3  | Olmedo (2) River Plate de Riobamba (1)                                                                                  |
| Los Ríos    | 3  | Deportivo Quevedo (3) | 1  | Deportivo Quevedo (1) | 1  | Santa Rita (1)                                                                       | 5  | Deportivo Quevedo (4) Santa Rita (1)                                                                                    |
| Esmeraldas  | 2  | Juventus (1) Juvenil (1) |    | | 2  | Deportivo Quinindé (1) Juventus (1)                                                  | 2  | Esmeraldas Petrolero (2)                                                                                                |
| Loja        | 1  | Liga de Loja (1) | 2  | Liga de Loja (2) | 6  | Liga de Loja (5) Libertad (1)                                                        | 3  | Liga de Loja (3) |
| Imbabura    | 1  | Imbabura (1) | 2  | Imbabura (2) | 1  | Imbabura (1)                                                                         | 1  | Imbabura (1) |
| Cañar       | 1  | Deportivo Azogues (1) |    | |    |                                                                                      |    | |
| Cotopaxi    |    | |    | | 3  | Deportivo Saquisilí (2) Independiente Juniors (1)                                    |    | |
| Santa Elena |    | |    | |    |                                                                                      | 1  | Atlético Porteño (1) |

## Estadísticas

### Goleadores de la Serie B por temporada
| Temporada | Jugador             | Equipo                | Goles |
| --------- | ------------------- | --------------------- | ----- |
| 1971      | Italo Cavagnari     | Olmedo                | 14    |
| 1972      | Ángel Liciardi      | Deportivo Cuenca      | 24    |
| 1975      | Carlos Infantino    | 9 de Octubre          | 26    |
| 1976      | Carlos Infantino    | Liga de Portoviejo    | 24    |
| 1977      | Ángel Marín         | Deportivo Quito       | 27    |
| 1978      | Carlos Spadoni      | Aucas                 | 24    |
| 1979      | Miguel Adolfo López | Everest               | 20    |
| 1981      | Enrique Lanza       | Liga de Cuenca        | 26    |
| 1982      | Miguel Ángel López  | Manta Sport           | 10    |
| 1989      | Rooney de Oliveira  | Universidad Católica  | 15    |
| 1990      | Paulo César         | Deportivo Quevedo     | 14    |
| 1991      | Félix Salazar       | Calvi                 | 19    |
| 1992      | Hugo Rivas          | Santos                | 14    |
| 1993      | Raúl Quiñonez       | Espoli                | 21    |
| 1994      | Max Mecías          | Olmedo                | 18    |
| 1995      | Pedro Valencia      | Flamengo              | 16    |
| 1996      | Carlos Furtado      | Delfín                | 14    |
| 1997      | Fernando Lavezzi    | Liga de Portoviejo    | 13    |
| 1998      | Luis Zambrano       | Liga de Portoviejo    | 24    |
| 1999      | Félix Esterilla     | Técnico Universitario | 17    |
| 2000      | Mario Juárez        | Delfín                | 10    |
| 2001      | Óscar Pacheco       | Liga de Quito         | 27    |
| 2002      | Martín Gorozo       | Técnico Universitario | 22    |
| 2003      | Álex Rodríguez      | Olmedo                | 26    |
| 2004      | Alberto Capurro     | Liga de Loja          | 28    |
| 2005-A    | Leonardo García     | Espoli                | 21    |
| 2005-C    | Marwin Pita         | Macará                | 13    |
| 2006      | Edmundo Zura        | Imbabura              | 18    |
| 2007      | Jasson Zambrano     | Técnico Universitario | 25    |
| 2008      | Narciso Mina        | Manta                 | 25    |
| 2009      | Cristian Hermosilla | Universidad Católica  | 18    |
| 2010      | Fábio Renato        | Liga de Loja          | 25    |
| 2011      | Carlos Quintero     | Macará                | 28    |
| 2012      | Luis Espinola       | Deportivo Quevedo     | 18    |
| 2013      | Daniel Neculman     | Olmedo                | 29    |
| 2014      | Jimmy Delgado       | Aucas                 | 22    |
| 2015      | Wagner Valencia     | Gualaceo              | 19    |
| 2016      | Jorge Palacios      | Manta                 | 22    |
| 2017      | Edson Montaño       | Aucas                 | 20    |
| 2018      | Jesús Malavé        | Puerto Quito          | 14    |
| 2019      | Lucas Di Yorio      | Liga de Portoviejo    | 15    |
| 2020      | Ángel Ledesma       | Manta                 | 9     |
| 2021      | César Espínola      | Cumbayá               | 18    |
| 2022      | Ronie Carrillo      | El Nacional           | 16    |
| 2023      | Facundo Callejo     | Macará                | 18    |
| 2024      | José Lugo           | Cuniburo              | 21    |

### Tabla de Goleadores de la Serie B
| Equipo                | Goleadores |
| --------------------- | ---------- |
| Liga de Portoviejo    | 4          |
| Olmedo                | 4          |
| Técnico Universitario | 3          |
| Aucas                 | 3          |
| Manta                 | 3          |
| Macará                | 3          |
| Liga de Loja          | 2          |
| Deportivo Quevedo     | 2          |
| Espoli                | 2          |
| Delfín                | 2          |
| Universidad Católica  | 2          |
| Deportivo Cuenca      | 1          |
| Deportivo Quito       | 1          |
| Everest               | 1          |
| Calvi                 | 1          |
| 9 de Octubre          | 1          |
| Liga de Cuenca        | 1          |
| Manta Sport           | 1          |
| Santos                | 1          |
| Flamengo              | 1          |
| Liga de Quito         | 1          |
| Imbabura              | 1          |
| Gualaceo              | 1          |
| Puerto Quito          | 1          |
| Cumbayá               | 1          |
| El Nacional           | 1          |
| Cuniburo              | 1          |

## Ascensos y descensos a la Serie A
Antes del establecimiento de la Segunda Categoría ecuatoriana, en 1967 se jugaron un torneo de segunda división ecuatoriana y entre 1983 y 1988 se jugaron un torneo de segunda división ecuatoriana por última vez, que, en dos ocasiones vio a sus campeones ascendidos a la Serie A: Deportivo Quito (Zona Sierra) y Everest (Zona Costa) en 1967. Los primeros clubes descendidos a la Segunda Categoría fueron Patria y Español, en ese mismo año, sobre la base del puntaje negativo de la última temporada.
La Serie B ecuatoriana se estableció en 1971.
- Negrita: Equipos quienes ascendieron a Primera División como campeón de la categoría inferior.
- Cursiva: Equipos quienes ascendieron a Primera División a partir de los juegos de promoción.

| Año          | N.º de equipos participantes | Descendidos a la Segunda División/Segunda Categoría/Serie B                                                                                      | Ascendidos desde la Segunda División/Segunda Categoría/Serie B |
| ------------ | ---------------------------- | --- | --- |
| 1967         | 10                           | Patria (Guayas), Español (Guayas) | Deportivo Quito (Zona Sierra), Aucas (Zona Sierra), Everest (Zona Costa), Estibadores Navales (Zona Costa)                                                                     |
| 1968         | 12                           | Politécnico (Pichincha), Macará (Tungurahua), Estibadores Navales (Expulsado)                                                                    | Patria (Guayas), Norte América (Guayas), Universidad Católica (Pichincha), INECEL (Manabí), América de Ambato (Tungurahua)                                                     |
| 1969         | 14                           | Norte América (Guayas), Manta Sport (Manabí), América de Ambato (Tungurahua), INECEL (Manabí)                                                    | 9 de Octubre (Guayas), Macará (Tungurahua), Liga de Portoviejo (Manabí) |
| 1970         | 13                           | Patria (Guayas), Everest (Guayas), Aucas (Pichincha)                                                                                             | Norte América (Guayas), Juventud Italiana (Manabí), Brasil (Tungurahua), Politécnico (Pichincha)                                                                               |
| 1971         | 14                           | 9 de Octubre, Deportivo Quito, Politécnico, Liga de Portoviejo, Juventud Italiana, Deportivo Cuenca, Norte América (Guayas), Brasil (Tungurahua) | Macará, Olmedo |
| 1972         | 8                            | Universidad Católica, Olmedo, Liga de Quito (Pichincha)                                                                                          | Liga de Portoviejo, Deportivo Quito, Deportivo Cuenca, Universidad Católica, 9 de Octubre, Guayaquil Sport, Atlético Riobamba (Chimborazo)                                     |
| 1973         | 12                           | América de Quito, 9 de Octubre, Guayaquil Sport (Guayas), Atlético Riobamba (Chimborazo)                                                         | Ninguno |
| 1974         | 8                            | Deportivo Quito, Macará | Liga de Quito, América de Quito, Aucas, Deportivo Quito, 9 de Octubre, Carmen Mora                                                                                             |
| 1975         | 12 (E1) / 10 (E2)            | 9 de Octubre, Carmen Mora, Deportivo Quito, Liga de Portoviejo                                                                                   | Audaz Octubrino, 9 de Octubre |
| 1976         | 10                           | América de Quito, 9 de Octubre, Audaz Octubrino, Deportivo Quito                                                                                 | Carmen Mora, Deportivo Quito, Liga de Portoviejo, América de Quito |
| 1977         | 10                           | Aucas, América de Quito, Carmen Mora, Liga de Cuenca                                                                                             | Liga de Cuenca, Manta Sport, Técnico Universitario, Deportivo Quito |
| 1978         | 10                           | Liga de Quito, Manta Sport, Liga de Portoviejo, U. D. Valdez (No se presentó a jugar en la Serie B de 1979)                                      | Bonita Banana, U. D. Valdez, América de Quito, Liga de Quito |
| 1979         | 10                           | El Nacional, Bonita Banana, Aucas, Deportivo Quito                                                                                               | Manta Sport, Aucas, El Nacional, Everest |
| 1980         | 10                           | Manta Sport, Deportivo Cuenca, Emelec, Liga de Cuenca                                                                                            | Deportivo Quito, Liga de Cuenca, Liga de Portoviejo, Deportivo Cuenca |
| 1981         | 10                           | Técnico Universitario, Liga de Portoviejo, Deportivo Cuenca, América de Quito                                                                    | Emelec, 9 de Octubre, Técnico Universitario, Liga de Portoviejo |
| 1982         | 10 (E1) / 12 (E2)            | Ninguno | Deportivo Quevedo, Aucas, Manta Sport, América de Quito |
| 1983         | 14                           | Everest | Filanbanco |
| 1984         | 14                           | Aucas | Esmeraldas Petrolero, Deportivo Cuenca, Audaz Octubrino |
| 1985         | 16                           | Manta Sport | Macará |
| 1986         | 16                           | 9 de Octubre | Aucas, River Plate (Riobamba) (Chimborazo), Deportivo Cotopaxi (Cotopaxi) |
| 1987         | 18                           | Deportivo Cotopaxi | Juventus |
| 1988         | 18                           | Universidad Católica, Esmeraldas Petrolero, Deportivo Quevedo, Juventus, River Plate (Riobamba), América de Quito                                | Ninguno |
| 1989         | 12                           | Audaz Octubrino, Liga de Portoviejo | Delfín, Juventus |
| 1990         | 12                           | Juventus, Aucas | Universidad Católica, Juvenil |
| 1991         | 12                           | Macará, Juvenil | Green Cross, Aucas |
| 1992         | 12                           | Universidad Católica, Liga de Portoviejo | Liga de Portoviejo, Santos |
| 1993         | 12                           | Técnico Universitario, Santos | Espoli, Liga de Portoviejo |
| 1994         | 12                           | Deportivo Cuenca, Valdez | Olmedo, 9 de Octubre |
| 1995         | 12                           | Delfín, 9 de Octubre | Deportivo Cuenca, Técnico Universitario |
| 1996         | 12                           | Green Cross, Liga de Portoviejo | Deportivo Quevedo, Calvi |
| 1997         | 12                           | Calvi, Deportivo Quevedo | Panamá, Delfín |
| 1998         | 12                           | Técnico Universitario, Panamá | Macará, Audaz Octubrino |
| 1999         | 12                           | Delfín, Deportivo Cuenca, Audaz Octubrino | Técnico Universitario |
| 2000         | 10                           | Liga de Quito, Técnico Universitario | Liga de Portoviejo, Delfín |
| 2001         | 10                           | Delfín, Liga de Portoviejo | Liga de Quito, Deportivo Cuenca |
| 2002         | 10                           | Olmedo, Macará | Técnico Universitario, Manta |
| 2003         | 10                           | Técnico Universitario, Manta | Olmedo, Macará |
| 2004         | 10                           | Macará, Espoli | Deportivo Quevedo, Liga de Loja |
| 2005         | 10                           | Deportivo Quevedo, Liga de Loja | Espoli, Macará |
| 2006 detalle | 10                           | Espoli, Aucas | Deportivo Azogues, Imbabura |
| 2007 detalle | 10                           | Imbabura | Universidad Católica, Espoli, Técnico Universitario |
| 2008 detalle | 12                           | Universidad Católica, Deportivo Azogues | Manta, Liga de Portoviejo |
| 2009 detalle | 12                           | Liga de Portoviejo, Técnico Universitario | Independiente José Terán, Universidad Católica |
| 2010 detalle | 12                           | Universidad Católica, Macará | Liga de Loja, Imbabura |
| 2011 detalle | 12                           | Imbabura, Espoli | Técnico Universitario, Macará |
| 2012 detalle | 12                           | Técnico Universitario, Olmedo | Universidad Católica, Deportivo Quevedo |
| 2013 detalle | 12                           | Deportivo Quevedo, Macará | Olmedo, Mushuc Runa |
| 2014 detalle | 12                           | Manta, Olmedo | Aucas, River Ecuador |
| 2015 detalle | 12                           | Liga de Loja, Deportivo Quito | Delfín, Fuerza Amarilla |
| 2016 detalle | 12                           | Aucas, Mushuc Runa | Macará, Clan Juvenil |
| 2017 detalle | 12                           | Clan Juvenil, Fuerza Amarilla | Técnico Universitario, Aucas |
| 2018 detalle | 12                           | El Nacional, Guayaquil City (Reincorporados para la Serie A 2019)                                                                                | Mushuc Runa, América de Quito, Fuerza Amarilla, Olmedo (Fuerza Amarilla y Olmedo no ascendieron pero serán tomados en cuenta para completar los 16 equipos de la Serie A 2019) |
| 2019 detalle | 16                           | América de Quito, Fuerza Amarilla | Orense, Liga de Portoviejo |
| 2020 detalle | 16                           | Liga de Portoviejo, El Nacional | 9 de Octubre, Manta |
| 2021 detalle | 16                           | Manta, Olmedo | Cumbayá, Gualaceo |
| 2022 detalle | 16                           | Macará, 9 de Octubre | El Nacional, Libertad |
| 2023 detalle | 16                           | Gualaceo, Guayaquil City | Macará, Imbabura |
| 2024 detalle | 16                           | Imbabura, Cumbayá | Cuniburo, Manta |
| 2025 detalle | 16                           | Por definir, Por definir | Por definir, Por definir |

### Cantidad de ascensos y descensos por equipo a la Serie A
| Equipo                   | Total | Temp. Ascensos                                             | Temp. Descensos                                            |
| ------------------------ | ----- | ---------------------------------------------------------- | ---------------------------------------------------------- |
| Liga de Portoviejo       | 20    | 1969, 1972, 1976, 1980, 1981, 1992, 1993, 2000, 2008, 2019 | 1971, 1975, 1978, 1981, 1989, 1992, 1996, 2001, 2009, 2020 |
| Macará                   | 17    | 1969, 1971, 1985, 1998, 2003, 2005, 2011, 2016, 2023       | 1968, 1974, 1991, 2002, 2004, 2010, 2013, 2022             |
| Aucas                    | 15    | 1967, 1974, 1979, 1982, 1986, 1991, 2014, 2017             | 1970, 1977, 1979, 1984, 1990, 2006, 2016                   |
| Técnico Universitario    | 15    | 1977, 1981, 1995, 1999, 2002, 2007, 2011, 2017             | 1981, 1993, 1998, 2000, 2003, 2009, 2012                   |
| 9 de Octubre             | 14    | 1969, 1972, 1974, 1975, 1981, 1994, 2020                   | 1971, 1973, 1975, 1976, 1986, 1995, 2022                   |
| Deportivo Quito          | 12    | 1967, 1972, 1974, 1976, 1977, 1980                         | 1971, 1974, 1975, 1976, 1979, 2015                         |
| Universidad Católica     | 11    | 1968, 1972, 1990, 2007, 2009, 2012                         | 1972, 1988, 1992, 2008, 2010                               |
| América de Quito         | 11    | 1974, 1976, 1978, 1982, 2018                               | 1973, 1976, 1977, 1981, 1988, 2019                         |
| Deportivo Cuenca         | 10    | 1972, 1980, 1984, 1995, 2001                               | 1971, 1980, 1981, 1994, 1999                               |
| Olmedo                   | 10    | 1971, 1994, 2003, 2013, 2018                               | 1972, 2002, 2012, 2014, 2021                               |
| Deportivo Quevedo        | 8     | 1982, 1996, 2004, 2012                                     | 1988, 1997, 2005, 2013                                     |
| Delfín                   | 7     | 1989, 1997, 2000, 2015                                     | 1995, 1999, 2001                                           |
| Manta                    | 7     | 2002, 2008, 2020, 2024                                     | 2003, 2014, 2021                                           |
| Manta Sport              | 7     | 1977, 1979, 1982                                           | 1969, 1978, 1980, 1985                                     |
| Liga de Quito            | 6     | 1974, 1978, 2001                                           | 1972, 1978, 2000                                           |
| Audaz Octubrino          | 6     | 1975, 1984, 1998                                           | 1976, 1988, 1999                                           |
| Espoli                   | 6     | 1993, 2005, 2007                                           | 2004, 2006, 2011                                           |
| Imbabura                 | 6     | 2006, 2010, 2023                                           | 2007, 2011, 2024                                           |
| Everest                  | 4     | 1967, 1979                                                 | 1970, 1983                                                 |
| Norte América            | 4     | 1968, 1970                                                 | 1969, 1971                                                 |
| Carmen Mora              | 4     | 1974, 1976                                                 | 1975, 1977                                                 |
| Liga de Cuenca           | 4     | 1977, 1980                                                 | 1977, 1980                                                 |
| El Nacional              | 4     | 1979, 2022                                                 | 1979, 2020                                                 |
| Juventus                 | 4     | 1987, 1989                                                 | 1988, 1990                                                 |
| Liga de Loja             | 4     | 2004, 2010                                                 | 2005, 2015                                                 |
| Fuerza Amarilla          | 4     | 2015, 2018                                                 | 2017, 2019                                                 |
| Mushuc Runa              | 3     | 2013, 2018                                                 | 2016                                                       |
| Patria                   | 3     | 1968                                                       | 1967, 1970                                                 |
| Politécnico              | 3     | 1970                                                       | 1968, 1971                                                 |
| Estibadores Navales      | 2     | 1967                                                       | 1968                                                       |
| América de Ambato        | 2     | 1968                                                       | 1969                                                       |
| INECEL                   | 2     | 1968                                                       | 1969                                                       |
| Brasil                   | 2     | 1970                                                       | 1971                                                       |
| Juventud Italiana        | 2     | 1970                                                       | 1971                                                       |
| Guayaquil Sport          | 2     | 1972                                                       | 1973                                                       |
| Atlético Riobamba        | 2     | 1973                                                       | 1980                                                       |
| Bonita Banana            | 2     | 1978                                                       | 1979                                                       |
| Emelec                   | 2     | 1981                                                       | 1980                                                       |
| Esmeraldas Petrolero     | 2     | 1984                                                       | 1988                                                       |
| Deportivo Cotopaxi       | 2     | 1986                                                       | 1987                                                       |
| River Plate (Riobamba)   | 2     | 1986                                                       | 1988                                                       |
| Juvenil                  | 2     | 1990                                                       | 1991                                                       |
| Green Cross              | 2     | 1991                                                       | 1996                                                       |
| Santos                   | 2     | 1992                                                       | 1993                                                       |
| Calvi                    | 2     | 1996                                                       | 1997                                                       |
| Panamá                   | 2     | 1997                                                       | 1998                                                       |
| Deportivo Azogues        | 2     | 2006                                                       | 2008                                                       |
| Clan Juvenil             | 2     | 2016                                                       | 2017                                                       |
| Cumbayá                  | 2     | 2021                                                       | 2024                                                       |
| Gualaceo                 | 2     | 2021                                                       | 2023                                                       |
| U. D. Valdez             | 1     | 1978                                                       |                                                            |
| Filanbanco               | 1     | 1983                                                       |                                                            |
| Independiente José Terán | 1     | 2009                                                       |                                                            |
| River Ecuador            | 1     | 2014                                                       |                                                            |
| Orense                   | 1     | 2019                                                       |                                                            |
| Libertad                 | 1     | 2022                                                       |                                                            |
| Cuniburo                 | 1     | 2024                                                       |                                                            |
| Español                  | 1     |                                                            | 1967                                                       |
| Valdez                   | 1     |                                                            | 1994                                                       |
| Guayaquil City           | 1     |                                                            | 2023                                                       |

## Ascensos y descensos a la Segunda Categoría
| Año  | Descendidos a la 2a. Categoría                                                                           | Ascendidos desde la 2a. Categoría |
| 1971 | Norte América (Guayas); Brasil (Tungurahua)                                                              | Guayaquil Sport (Guayas); América de Ambato (Tungurahua)                                                                                                |
| 1972 | Juventud Italiana (Manabí); Politécnico (Pichincha); América de Ambato (Tungurahua); Olmedo (Chimborazo) | Ninguno |
| 1973 | Ninguno                                                                                                  | Liga de Quito (Pichincha); Olmedo (Chimborazo); Everest (Guayas); Manta Sport (Manabí); Carmen Mora (El Oro); Aucas (Pichincha)                         |
| 1974 | Everest; Macará                                                                                          | Técnico Universitario (Tungurahua); Libertad (Tungurahua); Liga de Cuenca (Azuay); Audaz Octubrino (El Oro); Guayaquil Sport (Guayas); Luq San (Guayas) |
| 1975 | Libertad                                                                                                 | Macará |
| 1976 | Olmedo                                                                                                   | Everest |
| 1977 | Macará                                                                                                   | Milagro S. C.; Deportivo Quevedo (Los Ríos); Olmedo (Chimborazo)                                                                                        |
| 1978 | Olmedo (No se presentó a jugar en la Segunda Categoría desde 1979 hasta 1981); Luq San; Milagro S. C.    | L. D. Estudiantil |
| 1979 | Ninguno                                                                                                  | Macará |
| 1980 | L. D. Estudiantil                                                                                        | Deportivo del Valle |
| 1981 | Bonita Banana; Deportivo del Valle                                                                       | Ninguno |
| 1982 | Liga de Cuenca; Macará; Deportivo Cuenca; Audaz Octubrino                                                | Ninguno |
| 1988 | Ninguno                                                                                                  | 9 de Octubre (Manta); Liga de Cuenca; Calvi |
| 1989 | Liga de Cuenca; Esmeraldas Petrolero                                                                     | Juvenil; Liga de Loja |
| 1990 | River Plate (Riobamba); Juventus                                                                         | Green Cross; Espoli |
| 1991 | Audaz Octubrino; Deportivo Quevedo                                                                       | 2 de Marzo; Santos |
| 1992 | Macará; Juvenil                                                                                          | Audaz Octubrino; 9 de Octubre |
| 1993 | Universidad Católica; Audaz Octubrino                                                                    | Olmedo; Panamá |
| 1994 | 2 de Marzo (Sancionado); Santos                                                                          | Deportivo Quevedo; Flamengo |
| 1995 | Valdez; Flamengo                                                                                         | Imbabura; Santa Rita |
| 1996 | Liga de Loja; Imbabura                                                                                   | Macará; Esmeraldas Petrolero |
| 1997 | 9 de Octubre; Esmeraldas Petrolero                                                                       | Deportivo Quinindé; Audaz Octubrino |
| 1998 | Green Cross; Calvi                                                                                       | Universidad Católica; Esmeraldas Petrolero |
| 1999 | Deportivo Quinindé                                                                                       | Deportivo Saquisilí |
| 2000 | Panamá                                                                                                   | UDJ |
| 2001 | Deportivo Quevedo                                                                                        | Manta |
| 2002 | Liga de Portoviejo                                                                                       | Deportivo Quevedo |
| 2003 | Esmeraldas Petrolero; UDJ                                                                                | Liga de Loja; Liga de Portoviejo |
| 2004 | Audaz Octubrino; Deportivo Saquisilí                                                                     | Tungurahua; Esmeraldas Petrolero |
| 2005 | Tungurahua; Santa Rita (Suspendido por 5 años)                                                           | Deportivo Azogues; Imbabura |
| 2006 | Deportivo Quevedo; Esmeraldas Petrolero                                                                  | Brasilia; Municipal Cañar |
| 2007 | Delfín                                                                                                   | Independiente José Terán; Grecia; Liga de Cuenca |
| 2008 | Liga de Cuenca; Brasilia                                                                                 | Rocafuerte; Atlético Audaz |
| 2009 | Aucas | UTC; River Ecuador; UTE |
| 2010 | UTE; Municipal Cañar                                                                                     | Valle del Chota; Deportivo Quevedo |
| 2011 | Liga de Portoviejo; Atlético Audaz (Suspendido por Deudas Pendientes)                                    | Ferroviarios; Mushuc Runa |
| 2012 | Rocafuerte; Valle del Chota (Suspendido por 5 años)                                                      | Aucas; Municipal Cañar |
| 2013 | Grecia; Ferroviarios                                                                                     | Delfín; Liga de Portoviejo |
| 2014 | UTC; Municipal Cañar                                                                                     | Gualaceo; Fuerza Amarilla |
| 2015 | Deportivo Quevedo; Deportivo Azogues                                                                     | Clan Juvenil; Colón |
| 2016 | Espoli; Deportivo Quito                                                                                  | América de Quito; Santa Rita |
| 2017 | Imbabura; Colón                                                                                          | Puerto Quito; Orense |
| 2018 | Gualaceo; Clan Juvenil (Reincorporados a la Serie B 2019)                                                | Alianza Cotopaxi; Duros del Balón |
| 2019 | Liga de Loja; Clan Juvenil                                                                               | Chacaritas; 9 de Octubre |
| 2020 | Fuerza Amarilla; Santa Rita                                                                              | Guayaquil Sport; Cumbayá |
| 2021 | Atlético Porteño; Liga de Portoviejo                                                                     | Libertad; Imbabura |
| 2022 | Atlético Santo Domingo; Olmedo                                                                           | Cuniburo; Vargas Torres |
| 2023 | América de Quito; Búhos ULVR                                                                             | Leones del Norte; San Antonio |
| 2024 | Vargas Torres; Chacaritas (Reincorporados a la Serie B 2025)                                             | 22 de Julio; Atlético Vinotinto |
| 2025 | Por Definir; Por Definir                                                                                 | Por Definir; Por Definir |

### Cantidad de ascensos y descensos por equipo a la Segunda Categoría
| Equipo                   | Total | Temp. Ascensos         | Temp. Descensos        |
| ------------------------ | ----- | ---------------------- | ---------------------- |
| Deportivo Quevedo        | 8     | 1977, 1994, 2002, 2010 | 1991, 2001, 2006, 2015 |
| Olmedo                   | 7     | 1973, 1977, 1993       | 1972, 1976, 1978, 2022 |
| Audaz Octubrino          | 7     | 1974, 1992, 1997       | 1982, 1991, 1993, 2004 |
| Macará                   | 7     | 1975, 1979, 1996       | 1974, 1977, 1982, 1992 |
| Esmeraldas Petrolero     | 7     | 1996, 1998, 2004       | 1989, 1997, 2003, 2006 |
| Liga de Cuenca           | 6     | 1974, 1988, 2007       | 1982, 1989, 2008       |
| Imbabura                 | 5     | 1995, 2005, 2021       | 1996, 2017             |
| Liga de Portoviejo       | 5     | 2003, 2013             | 2002, 2011, 2021       |
| Liga de Loja             | 4     | 1989, 2003             | 1996, 2019             |
| Santa Rita               | 4     | 1995, 2016             | 2005, 2020             |
| Municipal Cañar          | 4     | 2006, 2012             | 2010, 2014             |
| Aucas                    | 3     | 1973, 2012             | 2009                   |
| Everest                  | 3     | 1973, 1976             | 1974                   |
| 9 de Octubre             | 3     | 1992, 2019             | 1997                   |
| Guayaquil Sport          | 3     | 1971, 1974, 2020       |                        |
| Norte América            | 2     | 1968                   | 1971                   |
| América de Ambato        | 2     | 1971                   | 1972                   |
| Bonita Banana            | 2     | 1973                   | 1981                   |
| Libertad                 | 2     | 1974                   | 1975                   |
| Luq San                  | 2     | 1974                   | 1978                   |
| Milagro S. C.            | 2     | 1977                   | 1978                   |
| L. D. Estudiantil        | 2     | 1978                   | 1980                   |
| Deportivo del Valle      | 2     | 1980                   | 1981                   |
| Calvi                    | 2     | 1988                   | 1998                   |
| Juvenil                  | 2     | 1989                   | 1992                   |
| Green Cross              | 2     | 1990                   | 1998                   |
| Espoli                   | 2     | 1990                   | 2016                   |
| 2 de Marzo               | 2     | 1991                   | 1994                   |
| Santos                   | 2     | 1991                   | 1994                   |
| Panamá                   | 2     | 1993                   | 2000                   |
| Flamengo                 | 2     | 1994                   | 1995                   |
| Deportivo Quinindé       | 2     | 1997                   | 1999                   |
| Universidad Católica     | 2     | 1998                   | 1993                   |
| Deportivo Saquisilí      | 2     | 1999                   | 2004                   |
| UDJ                      | 2     | 2000                   | 2003                   |
| Tungurahua               | 2     | 2004                   | 2005                   |
| Deportivo Azogues        | 2     | 2005                   | 2015                   |
| Brasilia                 | 2     | 2006                   | 2008                   |
| Grecia                   | 2     | 2007                   | 2013                   |
| Atlético Audaz           | 2     | 2008                   | 2011                   |
| Rocafuerte               | 2     | 2008                   | 2012                   |
| UTC                      | 2     | 2009                   | 2014                   |
| UTE                      | 2     | 2009                   | 2010                   |
| Valle del Chota          | 2     | 2010                   | 2012                   |
| Ferroviarios             | 2     | 2011                   | 2013                   |
| Delfín                   | 2     | 2013                   | 2007                   |
| Fuerza Amarilla          | 2     | 2014                   | 2020                   |
| Clan Juvenil             | 2     | 2015                   | 2019                   |
| Colón                    | 2     | 2015                   | 2017                   |
| América de Quito         | 2     | 2016                   | 2023                   |
| Liga de Quito            | 1     | 1973                   |                        |
| Manta Sport              | 1     | 1973                   |                        |
| Técnico Universitario    | 1     | 1974                   |                        |
| 9 de Octubre (Manta)     | 1     | 1988                   |                        |
| Manta                    | 1     | 2001                   |                        |
| Independiente José Terán | 1     | 2007                   |                        |
| River Ecuador            | 1     | 2009                   |                        |
| Mushuc Runa              | 1     | 2011                   |                        |
| Gualaceo                 | 1     | 2014                   |                        |
| Puerto Quito             | 1     | 2017                   |                        |
| Orense                   | 1     | 2017                   |                        |
| Alianza Cotopaxi         | 1     | 2018                   |                        |
| Duros del Balón          | 1     | 2018                   |                        |
| Chacaritas               | 1     | 2019                   |                        |
| Cumbayá                  | 1     | 2020                   |                        |
| Libertad                 | 1     | 2021                   |                        |
| Cuniburo                 | 1     | 2022                   |                        |
| Vargas Torres            | 1     | 2022                   |                        |
| Leones del Norte         | 1     | 2023                   |                        |
| San Antonio              | 1     | 2023                   |                        |
| 22 de Julio              | 1     | 2024                   |                        |
| Atlético Vinotinto       | 1     | 2024                   |                        |
| Brasil                   | 1     |                        | 1971                   |
| Juventud Italiana        | 1     |                        | 1972                   |
| Politécnico              | 1     |                        | 1972                   |
| U. D. Valdez             | 1     |                        | 1978                   |
| Deportivo Cuenca         | 1     |                        | 1982                   |
| River Plate (Riobamba)   | 1     |                        | 1990                   |
| Juventus                 | 1     |                        | 1990                   |
| Valdez                   | 1     |                        | 1995                   |
| Deportivo Quito          | 1     |                        | 2016                   |
| Atlético Porteño         | 1     |                        | 2021                   |
| Atlético Santo Domingo   | 1     |                        | 2022                   |
| Búhos ULVR               | 1     |                        | 2023                   |